# Florida Grand Opera

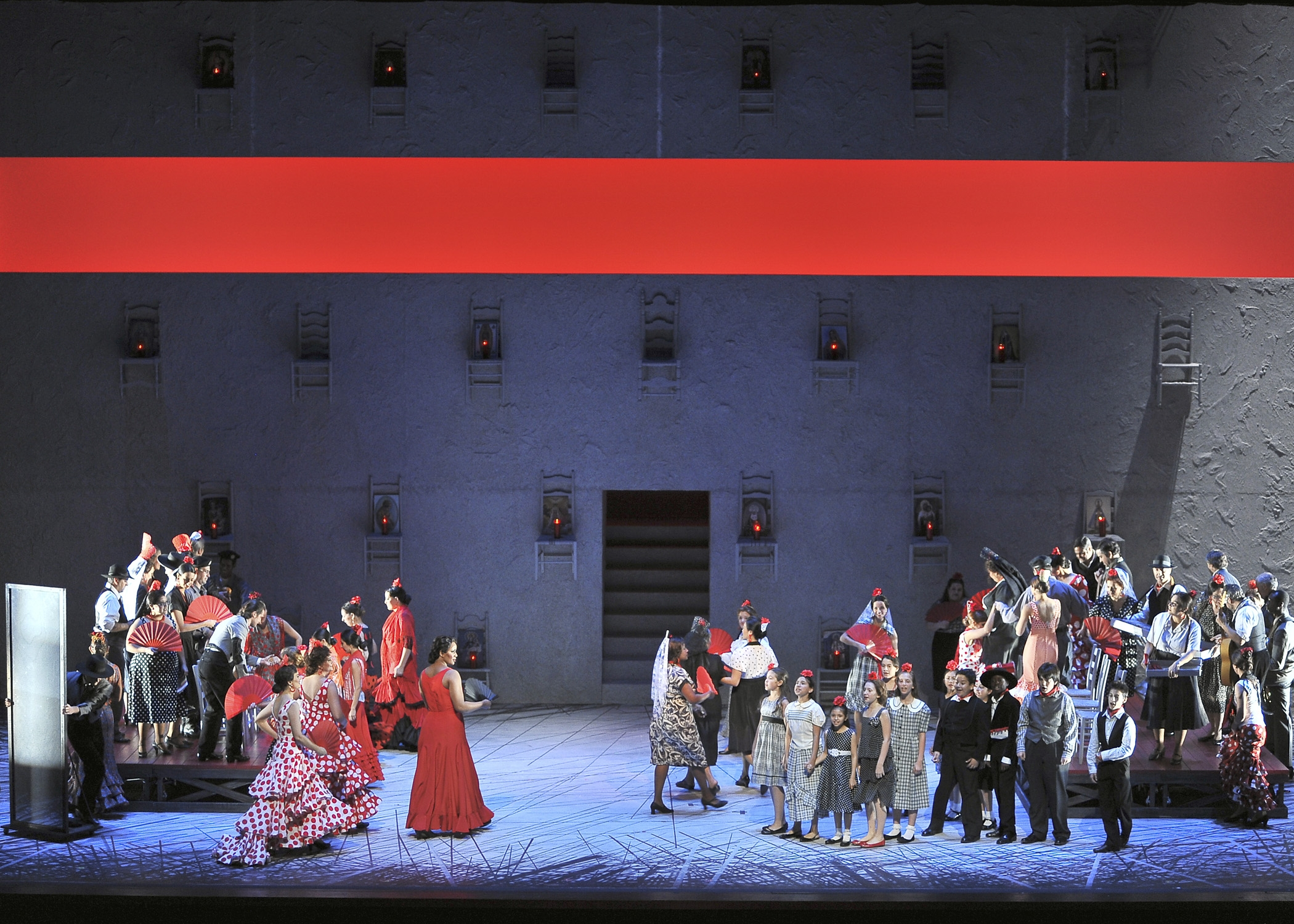
Produzione di Carmen di Georges Bizet del 2009 - 2010

La Florida Grand Opera (FGO) è una compagnia d'opera americana con sede a Miami, in Florida.

## Storia
È la più antica organizzazione di arti dello spettacolo in Florida e la settima compagnia d'opera più antica degli Stati Uniti. FGO è la compagnia residente presso la Ziff Ballet Opera House, situata nell'Adrienne Arsht Center for the Performing Arts di Miami, e anche presso l'Au-Rene Theatre presso il Broward Center for the Performing Arts di Fort Lauderdale. Mette anche in scena produzioni al Miami-Dade County Auditorium di Miami, al Miramar Cultural Center nella contea di West Broward e alla Parker Playhouse a Fort Lauderdale.
Nel 1941 la compagnia fu fondata come Opera Guild of Greater Miami da Arturo di Filippi, tenore e insegnante di canto all'Università di Miami. In seguito divenne nota come Greater Miami Opera Association. La FGO nasce nel 1994 dal consolidamento di due compagnie d'opera nella regione Miami-Fort Lauderdale: l'Opera Guild of Greater Miami, fondata nel 1941 da Arturo di Filippi e l'Opera Guild, Inc. di Fort Lauderdale, costituita nel 1945.
Sotto il nome di "Greater Miami Opera", Emerson Buckley è stato il direttore musicale della compagnia dal 1950 al 1973 e poi è stato direttore artistico e direttore principale fino al 1986. Willie Anthony Waters, che era diventato Maestro di coro della compagnia nel 1982, servì poi come direttore artistico dal 1986 al 1992 e direttore ospite principale dal 1992 al 1995.
Stewart Robertson è stato direttore musicale dell'FGO dal 1997 al 2010. Il 1 giugno 2011, Ramón Tebar è diventato direttore musicale dell'FGO. Divenne anche il primo direttore d'orchestra spagnolo a dirigere sia una compagnia d'opera americana che una orchestra sinfonica americana. Nel 2014 Tebar assunse il titolo di direttore principale della compagnia.
Nel 2006 l'FGO ha spostato la sua sede principale per spettacoli dal Dade County Auditorium al nuovo Adrienne Arsht Center for the Performing Arts. Da allora la società ha dovuto affrontare regolarmente problemi finanziari a causa dell'aumento delle spese nella nuova sede, senza un parallelo aumento delle entrate del pubblico. FGO vendette i suoi beni negli ultimi anni per far fronte a queste spese. Nell'ottobre 2014 il direttore generale Susan Danis annunciò una nuova campagna di raccolta fondi con l'obiettivo di 17,5 milioni di dollari e ha anche discusso in una serie di riunioni del municipio delle esacerbate difficoltà finanziarie della compagnia.